# Les Champs-de-Losque
Les Champs-de-Losque és un municipi francès situat al departament de la Manche i a la regió de Normandia. L'any 2007 tenia 205 habitants.

## Demografia

### Població
El 2007 la població de fet de Les Champs-de-Losque era de 205 persones. Hi havia 84 famílies de les quals 24 eren unipersonals (16 homes vivint sols i 8 dones vivint soles), 36 parelles sense fills i 24 parelles amb fills.
La població ha evolucionat segons el següent gràfic:
Habitants censats

### Habitatges
El 2007 hi havia 103 habitatges, 91 eren l'habitatge principal de la família, 4 eren segones residències i 8 estaven desocupats. Tots els 103 habitatges eren cases. Dels 91 habitatges principals, 70 estaven ocupats pels seus propietaris i 21 estaven llogats i ocupats pels llogaters; 6 tenien dues cambres, 14 en tenien tres, 26 en tenien quatre i 45 en tenien cinc o més. 81 habitatges disposaven pel capbaix d'una plaça de pàrquing. A 51 habitatges hi havia un automòbil i a 32 n'hi havia dos o més.

### Piràmide de població
La piràmide de població per edats i sexe el 2009 era:
| Homes | Edats   | Dones |
| ----- | ------- | ----- |
| 0     | 95 o +  | 0     |
| 4     | 90 a 94 | 0     |
| 4     | 85 a 89 | 8     |
| 8     | 80 a 84 | 0     |
| 4     | 75 a 79 | 12    |
| 16    | 70 a 74 | 8     |
| 4     | 65 a 69 | 12    |
| 0     | 60 a 64 | 4     |
| 0     | 55 a 59 | 4     |
| 8     | 50 a 54 | 8     |
| 20    | 45 a 49 | 12    |
| 4     | 40 a 44 | 12    |
| 0     | 35 a 39 | 4     |
| 8     | 30 a 34 | 0     |
| 4     | 25 a 29 | 4     |
| 28    | 20 a 24 | 0     |
| 8     | 15 a 19 | 4     |
| 0     | 10 a 14 | 0     |
| 0     | 5 a 9   | 4     |
| 4     | 0 a 4   | 0     |

## Economia
El 2007 la població en edat de treballar era de 120 persones, 94 eren actives i 26 eren inactives. De les 94 persones actives 86 estaven ocupades (44 homes i 42 dones) i 8 estaven aturades (5 homes i 3 dones). De les 26 persones inactives 12 estaven jubilades, 4 estaven estudiant i 10 estaven classificades com a «altres inactius».

### Ingressos
El 2009 a Les Champs-de-Losque hi havia 94 unitats fiscals que integraven 218 persones, la mediana anual d'ingressos fiscals per persona era de 15.528 €.

### Activitats econòmiques
Dels 7 establiments que hi havia el 2007, 1 era d'una empresa de construcció, 2 d'empreses de comerç i reparació d'automòbils, 1 d'una empresa d'hostatgeria i restauració, 1 d'una empresa de serveis, 1 d'una entitat de l'administració pública i 1 d'una empresa classificada com a «altres activitats de serveis».
Dels 2 establiments de servei als particulars que hi havia el 2009, 1 era una fusteria i 1 restaurant.
L'únic establiment comercial que hi havia el 2009 era una botiga de menys de 120 m².
L'any 2000 a Les Champs-de-Losque hi havia 18 explotacions agrícoles que ocupaven un total de 585 hectàrees.

## Poblacions més properes
El següent diagrama mostra les poblacions més properes.